# Салча (Шолданештський район)
Салча (рум. Salcia) — село у Шолданештському районі Молдови. Адміністративний центр однойменної комуни, до складу якої також входить село Леліна.

## Населення
За даними перепису населення 2004 року у селі проживала 1031 особа.
Національний склад населення села:
| Національність       | Кількість осіб | Відсоток |
| -------------------- | -------------- | -------- |
| молдавани            | 1026           | 99,5%    |
| українці             | 4              | 0,4%     |
| інша / без відповіді | 1              | 0,1%     |
| Всього               | 1031           | 100%     |